# Isostola flavicollaris
Isostola flavicollaris là một loài bướm đêm thuộc phân họ Arctiinae, họ Erebidae.